# Baciato dalla fortuna
Baciato dalla fortuna è un film del 2011 diretto da Paolo Costella.

## Trama
Gaetano è un Agente di Polizia Locale napoletano trasferitosi a Parma, la sua vita è molto travagliata perché è costantemente afflitto da problemi ed è pieno di debiti: l'ex moglie Marisa (rimasta vergine per scelta di vita) vuole gli alimenti e la sua fidanzata, Betty, una bella e intraprendente cuoca, lo tradisce con il suo superiore, Silvano. Quest'ultimo, poi, è un donnaiolo che non esita a tradire Betty con altre donne, tra cui anche la moglie di un altro collega, Nicola.
Nonostante tutto, non rinuncia a giocare al SuperEnalotto, con la combinazione che giocava sempre suo nonno: 10, 20, 30, 40, 50, 60. Tra gli amici di Gaetano c'è però anche un'altra donna, la psicanalista Grazia Tirelli, da sempre innamorata di lui che, proprio per questo, gli chiede di essere il suo primo paziente.
Proprio il giorno della seduta, però, Gaetano non riesce a giocare la schedina (il barista del bar dove fa le sue giocate chiude la saracinesca, anche perché non lo vede arrivare correndo) e, poco dopo, escono i suoi numeri. L'Agente sviene prendendo una botta in testa e, dimesso dall'ospedale pochi giorni dopo, ha la conferma che sono stati effettivamente vinti 120 milioni di Euro a Parma.
Tutti credono, ragionevolmente, che il vincitore sia Gaetano che, per questo, si dà alla pazza gioia anche per sfogare la sua ansia; quest'ultima è conseguenza non solo del fatto di non essere lui e di non sapere chi sia il vero vincitore, ma anche dei continui tartassamenti subiti, dopo la presunta vincita, da parte della fidanzata, che vuole sposarlo per rubargli i soldi e scappare con Silvano, e di Marisa che, pur di avere gli alimenti, quasi rinuncia alla verginità baciandolo sulla bocca durante una visita al cimitero.
Per fortuna Betty, dopo aver messo a tacere Marisa, tarda a sposare Gaetano perché è oramai stufa che Silvano continui a tradirla e aiuta Grazia a ipnotizzare Gaetano per convincerlo che il vincitore è stato lui e farlo un po' calmare: è così che la psicanalista dichiara l'amore sincero a Gaetano e gli chiede di sposarlo.
L'Agente, pur scoprendo che la vincitrice è Grazia (trova il biglietto dietro un ritratto di Freud appeso nello studio di lei) accetta senza rivelarle la scoperta. Contemporaneamente, Betty, decide di dare fiducia a Silvano dichiarando che non le importa più dei soldi ma solo che non la tradisca, e gli promette di fare altrettanto. Alla fine vi è un doppio matrimonio e Gaetano scopre che la moglie ha donato quasi tutta la vincita ad amici e parenti, nonché in beneficenza.

## Distribuzione
Il film è uscito nelle sale il 30 settembre 2011.